# Вілянський край
Віля́нський кра́й (латис. Viļānu novads) — адміністративно-територіальна одиниця Латвійської Республіки. Розташований у східній частині країни, в історичному регіоні Латгалія. Адміністративний центр — Віляни. Створений 2009 року. Площа — 285,1 км². Населення — 6409 осіб (2011). До складу краю входять 1 місто і 3 волості.